# カール事務器

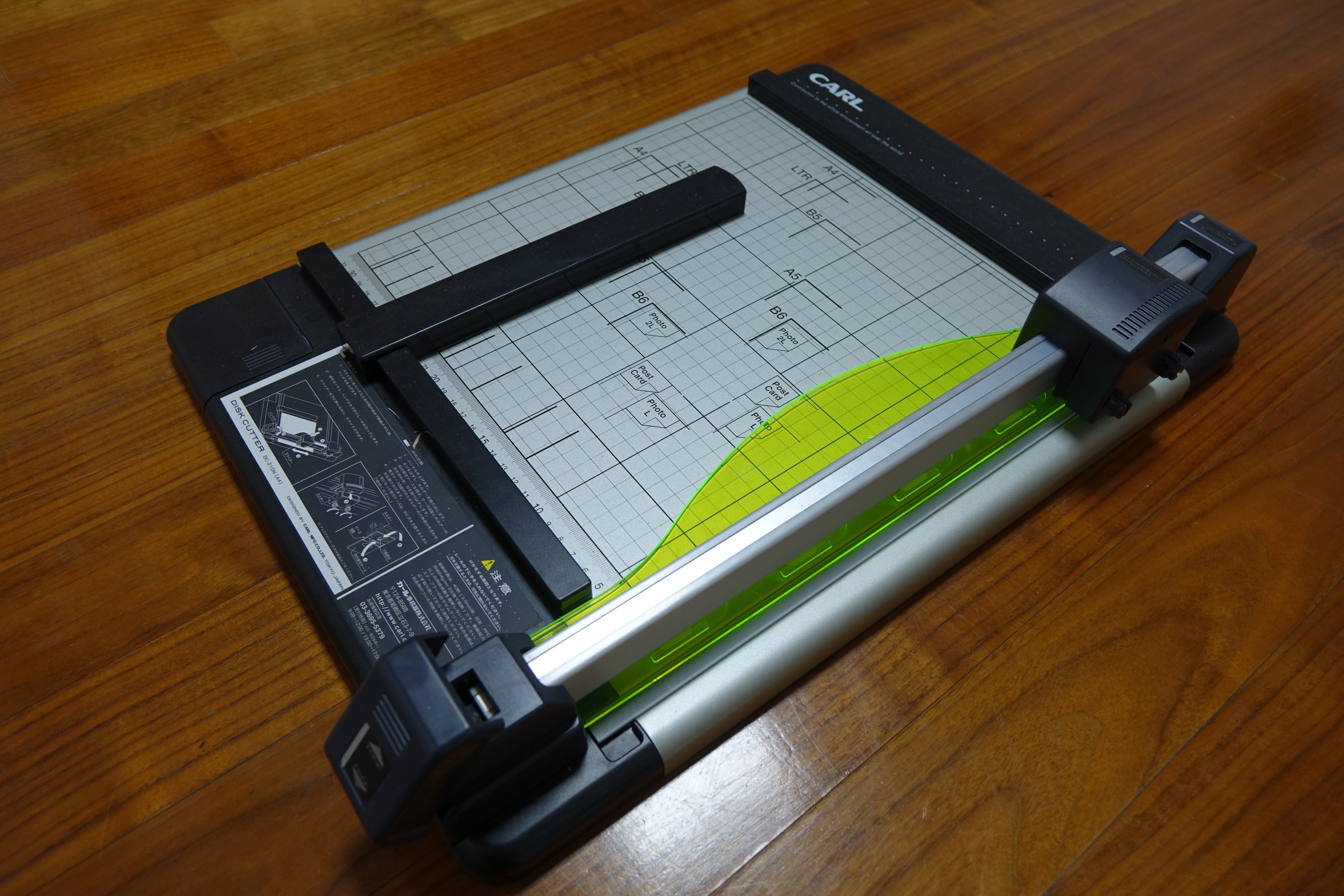
ディスクカッター

カール事務器株式会社（カールじむき）は、日本の文房具メーカー。本社は東京都葛飾区。シュレッダー、大型穿孔器、裁断機などの大がかりな事務用品のほかに、クリップやブックエンド、状差しなどの机上用の小物文具を扱う。
裁断機、穿孔器（パンチ）で知られるメーカーであり、シェアは業界トップクラス。ペーパークラフトやスクラップブッキングなどで使用される型抜き用のクラフトパンチの製造元でもある。カールのスペリングは「CARL」である。

## 沿革
創業は1929年。当時の東京市本所で個人出資の「三万堂製作所」として創業。戦後1947年に森忠三が戦災被害を受けた工場を再建し「カール印」のブランド名で製造する。1954年2月に「カール事務器株式会社」として法人設立。
- 1929年（昭和4年）、東京市本所において、個人経営による三万堂製作所を設立。文房具および雑貨の製造を開始。
- 1942年（昭和17年）、戦時体制のため、主に海軍関係の通信機部品の製造を行う。
- 1947年（昭和22年）、故会長、森忠三が戦災のため焼失した製作所を再建。カール印の文房具および雑貨の製造販売を開始。
- 1954年（昭和29年）、カール事務器株式会社を設立。工場を葛飾区立石に移転。昭和34年　資本金を600万円に増資。
- 1960年（昭和35年）、現在地に3階建鉄筋コンクリートビルを建築。東京通産局より日本工業規格表示許可を得る。
- 1963年（昭和38年）、資本金1,200万円に増資。
- 1964年（昭和39年）、通産大臣より輸出貢献企業の表彰を受ける。
- 1968年（昭和43年）、埼玉県八潮市に樹脂部品の製造工場を建設。
- 1969年（昭和44年）、昭和39年より連続6年、通産大臣より輸出貢献企業の表彰を受ける。
- 1971年（昭和46年）、資本金1,800万円に増資。生産部門を分離し、茨城に工場を設立。
- 1979年（昭和54年）、台東区蔵前に8階建ての新社屋ビルを建築。営業ならびに貿易部門・研究開発部門を移転。
- 1982年（昭和57年）、茨城工場を増築。
- 1985年（昭和60年）、立石に新社屋建設。本社を蔵前から移転。
- 1993年（平成5年）、海外販売および海外生産拠点確立のため、カール香港有限公司を設立。
- 1995年（平成7年）、海外生産拠点確立のため、中国上海市に上海カール文具有限公司を設立。
- 1999年（平成11年）、米国内販売強化のため、CARL U.S.A.,INCを設立。
- 2003年（平成15年）、中国浙江省寧波市に第2工場である、寧波カール事務机器有限公司を設立。
- 2004年（平成16年）、環境マネジメントシステム「ISO 14001」 を認証取得
- 2007年（平成19年）、「健康で快適な生活環境創造カンパニー」を目指してカールテクノ株式会社を設立。
- 2008年（平成20年）、株式会社カール茨城工場をインターテクノ株式会社に社名変更。
- 2009年（平成21年）、「フローランスミュレ」が、第9回ホビー産業大賞 日本ホビー協会賞を受賞。
- 2010年（平成22年）、穴あけパンチ「アリシス」が、第19回日本文具大賞2010 機能部門グランプリを受賞。
- 2011年（平成23年）、鉛筆削器「エンゼル-5」が、第20回日本文具大賞2011 機能部門優秀賞を受賞。
- 2012年（平成24年）、鉛筆削器「エンゼル-5」が、立体商標を取得。
- 2013年（平成25年）
  - 中国山東省臨沂市に第3工場である、咖路文具(山東)有限公司を設立。
  - 「ツールスタンド」が、第22回日本文具大賞2013 機能部門優秀賞を受賞
- 2015年（平成27年）、森誠 代表取締役会長に就任、玉山隆三 代表取締役社長に就任
- 2016年（平成28年）
  - 「シキルイタ」が、第25回日本文具大賞2016 デザイン部門優秀賞を受賞。
  - 「くるくる・カールくん」が、ドイツ「iFデザインアワード2016」を受賞。
- 2017年（平成29年）
  - ハサミ「エクスシザーズ」が、第26回日本文具大賞2017 機能部門グランプリを受賞。
  - 森裕一 代表取締役社長に就任
- 2020年（令和2年）、インターテクノ株式会社を吸収合併。
- 2022年（令和4年）、穴あけパンチ「アリシス」シリーズが、累計販売台数200万個達成。

## 主な拠点
国内
- 本社：東京都葛飾区立石3-7-9
  - オフィスプロダクト事業部
  - クラフトホビー事業部

海外
- CARL MFG.OF HONG KONG LIMITED（香港）
- CARL Manufacturing U.S.A.,Inc（アメリカ合衆国）
- Inter-Yutech Co.,Pte.Ltd.Singapore（シンガポール）

工場
- 上海咖路文具有限公司（中国）　※閉鎖
- 寧波咖路事務机器有限公司（中国）　※閉鎖
- 咖路文具(山東)有限公司（中国）

国内グループ会社
- インターテクノ株式会社：茨城県稲敷郡河内町金江津645
- カールテクノ株式会社：東京都葛飾区立石3-7-9（カール事務器本社内）

## 主な商品
- 穿孔機（パンチ）
業界でも特にバリエーションが豊富。100～300枚を同時に穿孔できるものから、卓上の小型品まで多種多様。また、工作用のクラフトパンチも種類が多い。
- 裁断機（ディスクカッター）
横から回転刃でカットするタイプで、従来の振り下ろし型に比べ、遙かに安全性が高い。同社はこの裁断機の開発で、脚光を浴びた。シェアトップ。
- シュレッダー
- ブックエンド
- 状差し
- 鉛筆削り
2025年、日本唯一の機械式鉛筆削り用刃メーカーであったカニエ（2024年破産）から、歯車・刃の事業を引き継いだことを公表した[2]。
- 手提げ金庫
- 印箱
- キーボックス
- 収納箱
- 製本機
- ペンスタンド
- マグネット
- コイントレー
- 文具良道
- ディケイド

など